# ديانا إل. إيك
ديانا إل. إيك (بالإنجليزية: Diana L. Eck)‏(ولدت في 5 يوليو 1945 في تاكوما) هي ثيولوجيَّة أمريكية وأستاذة الدين المقارن والديانات الهنديَّة في جامعة هارفرد، وكانت عميدة دار لويل، ومديرة مشروع التعدّدية في هارفرد، وهي عضو في لجنة دراسة الدين في قسم الدراسات الهندية واللغة السنسكريتية بهارفرد.